# Władysław Jan Nowak
Władysław Jan Nowak (ur. 11 czerwca 1908 w Choczni, zm. 11 lutego 1982 w Sheffield) – major pilot Polskich Sił Powietrznych w Wielkiej Brytanii.

## Życiorys
Urodzony jako jedno z jedenaściorga dzieci Józefa i Franciszki Nowak. Po ukończeniu szkoły powszechnej w Wadowicach rozpoczął edukację w miejscowym gimnazjum, którą kontynuował aż do matury w Złoczowie, gdzie przebywał pod opieką starszego brata, Karola. W 1930 roku wstąpił do wojska do Szkoły Podchorążych Piechoty w Różanie. W 1931 roku przeniósł się w stopniu kaprala podchorążego do Szkoły Podchorążych Artylerii w Toruniu. 5 sierpnia 1933, po ukończeniu szkoły, został mianowany na stopień podporucznika ze starszeństwem z 15 sierpnia 1933 i 112. lokatą w korpusie oficerów artylerii, i wcielony do 9 pułku artylerii ciężkiej we Włodawie. Ukończył również kurs pilotażu w Centrum Wyszkolenia Oficerów Lotnictwa w Dęblinie i w 1934 roku uzyskał przydział do 2 pułku lotniczego w Krakowie. W 1936 roku ukończył kurs szybowcowy. Na stopień porucznika został mianowany ze starszeństwem z 19 marca 1937 i 21. lokatą w korpusie oficerów lotnictwa, grupa liniowa. W następnym roku przeniesiony został na stanowisko instruktora pilotażu w Szkole Pilotażu w Grudziądzu, którą w 1939 przeniesiono na lotnisko Ułęż koło Dęblina. 11 kwietnia 1939 ożenił się z pochodzącą ze Stanisławowa, Marią Danutą Ziarkiewicz.
Wybuch II wojny światowej zastał Władysława Nowaka w Dęblinie. Został dowódcą klucza myśliwskiego sformowanego z instruktorów Szkoły Pilotażu z zadaniem obrony Dęblina i okolic. Po odbyciu kilku lotów rozpoznawczych przeleciał samolotem do Lwowa, gdzie zostawił go z powodu braku paliwa. 17 września 1939 przekroczył granicę rumuńską i został internowany w Calimanesti. W listopadzie 1939 przedostał się nielegalnie do Bukaresztu, gdzie wyrobiono mu fałszywe dokumenty cywilne. Posługując się nimi dotarł drogą morską do Bejrutu, skąd w styczniu 1940 wypłynął do Marsylii we Francji. Od marca 1940 znajdował się w Lotniczej Stacji Zbornej na lotnisku Le Bourget pod Paryżem, a w maju tego samego roku otrzymał przydział do szkolnej eskadry myśliwskiej w Mions koło Lyonu. W czerwcu 1940 ewakuował się do Anglii, gdzie we wrześniu otrzymał przydział do dywizjonu 306. W nocy z 10 na 11 maja 1941 roku w czasie lotu bojowego nad Londynem na samolocie Hurricane uzyskał jako pierwszy polski pilot myśliwski potwierdzone nocne zestrzelenie samolotu niemieckiego Heinkel 111. Za ten wyczyn rozkazem z 13 czerwca 1941 roku został odznaczony Krzyżem Walecznych.
23 lipca 1941 został zestrzelony w walce powietrznej nad kanałem La Manche, w czasie której zaliczono mu uszkodzenie dwóch samolotów Messerschmitt Bf 109. Poparzony wyskoczył na spadochronie. Po wyłowieniu przez angielski kuter przebywał w szpitalu i na rekonwalescencji. Awansowany na stopień kapitana powrócił do służby czynnej w bazie lotniczej Northolt jako naziemny oficer naprowadzania, najpierw w dywizjonie 308, a od marca 1942 w dywizjonie 317. Do połowy sierpnia 1942 pełnił rolę adiutanta Prezydenta RP na uchodźstwie Władysława Raczkiewicza. W tym czasie powtórnie odznaczony został Krzyżem Walecznych.
Od sierpnia 1942 służył na stanowiskach sztabowych w Inspektoracie Sił Powietrznych w Londynie. Od kwietnia 1944 roku objął funkcję oficera łącznikowego w dowództwie 9 grupy myśliwskiej RAF, a od września 1944 roku pełnił funkcję polskiego oficera łącznikowego w dowództwie obrony powietrznej Wielkiej Brytanii. 1 marca 1945 awansowany został na stopień majora. Sklasyfikowany na 244 pozycji na liście Bajana z zaliczonym 1 samolotem zestrzelonym na pewno i 2 samolotami uszkodzonymi.
Po ukończeniu wojny dowiedział się o tragicznej śmierci jego żony, zgładzonej w 1942 roku za działalność w Armii Krajowej. W 1947 roku wziął ślub z Henryką Michną, z którą miał dwie córki: Krystynę i Hannę. Po demobilizacji w 1949 roku osiadł z rodziną w Lincoln, gdzie pracował między innymi jako piekarz w różnych zakładach branży spożywczej. W 1954 roku nastąpiła przeprowadzka rodziny Nowaków do Worksop, gdzie Władysław z żoną przez 26 lat prowadzili sklep delikatesowy. Do pierwszej po wojnie wizyty w Polsce i rodzinnym domu w Choczni doszło w 1959 roku.
Imię majora Władysława Jana Nowaka nosi wiadukt w ciągu drogi krajowej numer 52, usytuowany w pobliżu jego domu rodzinnego.

## Odznaczenia
- Krzyż Walecznych – dwukrotnie
- Medal Lotniczy – trzykrotnie
- Odznaka za Rany i Kontuzje